# Jonas Petter Nilsson
Jonas Petter Nilsson, född 2 september 1829 i Tryserums församling, Kalmar län, död 28 december 1902 i Tryserums församling, var en svensk lantbrukare och riksdagspolitiker. 
Nilsson var verksam som lantbrukare i Käggla i Tryserums socken. Han var som riksdagsman ledamot av riksdagens andra kammare 1873-1899, invald i Norra Tjusts härads valkrets. 